# 唐娜·布朗
唐娜·布朗（英語：Donna Brown，1963年10月12日—），旧姓奎恩（Quinn），澳大利亚女子篮球运动员。她曾代表澳大利亚国家队参加1984年和1988年夏季奥林匹克运动会篮球比赛，最好名次是1988年奥运会的第四名。